# Астраханське газоконденсатне родовище
Астраха́нське газоконденса́тне родо́вище, АГКР — велике родовище вуглеводнів, розташоване в Астраханській області Російської Федерації. Родовище знаходиться в південно-західній частині Прикаспійської западини, за 60 км на північний схід від м. Астрахань та належить до Прикаспійської нафтогазоносної провінції.
Астраханське газоконденсатне родовище — найбільше в Європі за запасами газу і конденсату, і входить в десятку найбільших газових родовищ Росії. Його геологічні запаси оцінюються в 2500 млрд м³ газу і 400 млн т конденсату (з високим вмістом сірководню). Станом на 2000 рік з родовища видобуто близько 12 млрд м³ газу, 4 млн т конденсату і 4 млн т сірки. За умови річного добутку газу 12 млрд м³ (2,06 % від загального обсягу видобутку газу в РФ у 2009), забезпеченість Астраханського газоперероблювального комплексу промисловими запасами тільки по лівобережній частині АГКР становить сотні років.

## Загальна характеристика родовища
Промислове скупчення вуглеводнів приурочені до центральної, найбільш припіднятої частини Астраханського склепіння, розміром (по ізогіпсі −4200 м) 100 × 45 км, з амплітудою понад 350 м. Розміри покладу становлять 100 х 40 км, поверх газоносності 220 м. Продуктивними є підсольові карбонатні відклади нижньобашкирського під'ярусу середнього карбону, які тут залягають на глибинах 3900—4100 м. Поклад масивного типу, для нього характерні АВПТ (до 63 МПа). Колектори представлені товщею недоломітизованих органогенно-уламкових вапняків, без макротріщин і каверн, потужністю до 280 м. Покришка родовища — глинисто-кременисто-карбонатні нижньопермські відклади, потужністю 50-170 м, і вищезалягаючі сульфатно-галогенні породи кунгурського ярусу. Компонентний склад природного газу(%): СН4 50-55; Н2S 22-24; СО2 20-22, N2 до 3. Дебіти газу з експлуатаційних свердловин сягають 720 тис. м³/добу на 15-мм штуцері, вміст стабільного конденсату становить від 240 до 570 см³/м³, густина конденсату 0,81 г/см³.

## Історія родовища
Сейсморозвідувальними роботами КМЗХ 1961 року виявлено Астраханське склепіння і отримані попередні дані про глибини залягання підсольових відкладів. Глибоке пошукове буріння на підсольові палеозойські відклади розпочато 1967 року Астраханською нафторозвідувальною експедицією глибокого буріння (АНРЕ) закладанням свердловини Степанівська № 1. З 1970 року розбурюються локальні підняття з проектними глибинами 4500—5000 м. В результаті цих робіт уточнено відомості про глибини залягання покрівлі підсольових палеозойських відкладів, їх стратиграфічну приналежність, речовинний склад і колекторські властивості.
Перший промисловий фонтан газу з конденсатом (аварійний викид) отриманий в свердловині Аксарайська № 1 в лютому 1974 року. Під час підйому бурового інструменту з вапняків башкирського ярусу в інтервалі 3981—2994 м трапився аварійний викид пластового газу з конденсатом з орієнтовним дебітом 500 тис. м³/добу. Газ мав компонентний склад (%): метан — 58,18, етан — 7,38, пропан — 1,10, бутан — 0,64, азот — 4,05, діоксид вуглецю — 13,18, сірководень — 15,47. Після закриття превентора аварію ліквідовано.
13 серпня 1976 року в свердловині Ширяєвська № 5, що була пробурена за 5 км на схід від Аксарайської № 1, при опробуванні вапняків башкирського ярусу в інтервалі 4100—4070 м, отримано промисловий приплив газу з конденсатом. Цей день вважається днем відкриття Астраханського газоконденсатного родовища. Дебіт газу на 13,7 мм штуцері склав 339 тис. м³/добу, а абсолютно вільний дебіт газу становив 838 тис. м³/добу. Склад газу (%): метан — 58,86, етан — 1,88, пропан — 0,60, азот — 0,91, діоксид вуглецю — 11,00, сірководень — 26,6. Відносна питома вага — 0,8552. В інтервалі 4050—3995 м дебіт газу на 14,8 мм штуцері склав 375,2 тис. м³/добу. Склад газу (%): метан — 61,88, етан — 0,62, пропан — 0,34, азот — 1,57, діоксид вуглецю — 13,2, сірководень — 22,00.

## Геологічна будова родовища

Геологічний розріз Астраханського ГКР

В геологічній будові унікального Астраханського газоконденсатного родовища беруть участь відклади кам'яновугільної, пермської, тріасової, юрської, крейдової, палеогенової, неогенової і четвертинної систем. Загальна потужність осадового чохла в межах площі газоносності оцінюється в 15-16 км.

### Літолого-стратиграфічна характеристика розрізу

Шліф полідетритового кальцитизованого вапняку башкирського віку з глибини 4041,78 м зі свердловини Астраханська № 25. Загальна кількість вторинного кальциту — 10 %. Текстура — плямиста. Ніколі ×

Шліф органогенно-детритового вапняку башкирського віку з глибини 4186 м зі свердловини Астраханська № 1. Ніколі ×

Найдревніші відклади, розкриті розвідувальними свердловинами на Астраханському газоконденсатному родовищі, представлені потужною товщею теригенно-хемогенних порід девонського віку.
Середньокарбонові відклади представлені переважно органогенними, оолітовими вапняками, які формувались в мілководно-прибережних умовах. Для них характерна наявність первинної і вторинної пористості. Відкрита пористість становить 5-16 %, при середньому значенні 10,1 %, порувата проникність змінюється від 98×10−6 до 0,04 дарсі, а тріщинна — від 18×10−7 до 196×10−5 дарсі. В нижній частині розрізу середньокарбонових порід залягає пласт глин потужністю 5-7 м. Розкриття свердловинами средньокамяновугільних (продуктивних) відкладів прогнозується на глибинах 3890—3910 м.
Пермська система представлена відкладами сакмаро-артинського і кунгурського ярусів. Сакмаро-артинські відклади у верхній частині розрізу представлені вапняками і доломітами з прошарками аргілітів, а в нижній — переважно аргілітами. Доломіти сильно глинисті, бітумінозні, з численними включеннями органічних решток. В аргілітах відмічаються конкреції і кристали піриту. Погана розчленованість товщі на яруси пов'язана з низьким виносом керну з цього інтервалу і поганою збереженістю палеонтологічних решток. Породи міцні, з густиною 2,6 г/см³. В цілому ця товща не має колекторських властивостей і слугує достатньо надійною покришкою для залягаючого внизу продуктивного пласта вапняків. Розкриваються сакмаро-артинські відклади на глибинах 3810—3840 м, при середній потужності 80 м.
Породи кунгурського ярусу представлені сульфатно-галогенними утвореннями. В верхній частині розрізу — нерівномірне чергування різних за потужностями пачок кам'яної солі і ангідритів. В середній частині, яка охоплює дві третини розрізу, залягають солі з поодиноким малопотужними прошарками ангідритів. В нижній частині розрізу в солях відмічаються пачки ангідритів і пісковиків. Для частин розрізу з прошарками і лінзами теригенних порід характерні зони АВПТ і прояви розсолів з дебітами 4—6 м³/добу. Середня глибина розкриття покрівлі порід кунгурського ярусу — 2000 м. Потужність цієї товщі — 1810 м. Інтервали залягання солей: 2075—2225 м, 2275—2435 м, 2475—2630 м, 2705-3025 м, 3045-3275 м, 3385-3535 м, 3600-3810 м.
На соленосних відкладах кунгурського ярусу з незначною кутовою і чіткою стратиграфічною незгідністю залягають нижньотріасові відклади, які представлені дрібно-середньозернистими міцними пісковиками і алевролітами, з переважанням останніх. Колір порід різний, переважно червоних тонів. За колекторськими властивостями відклади сильно неоднорідні. Пористість їх коливається в широких межах, від 5 до 20 %. Проникність — від одиниць до кількох сотень мДарсі. Покрівля нижньотріасових відкладів картується на глибинах 1740—1758 м. Середня потужність товщі нижньотріасового віку становить 260 м.

## Структурно-тектонічні особливості території родовища

Схема розташування карбонатних масивів верхнього палеозою Прикаспійської западини
Умовні позначення: 1 — ізогіпси покрівлі підсольових докунгурських відкладів, км; 2 — нижньопермський бортовий уступ; 3 — виступи фундаменту Східноєвропейської платформи; 4 — контур Актюбинсько-Астраханської системи виступів фундаменту; 5 — тектонічні шви; 6 — області розвитку карбонатних порід верхнього палеозою; родовища: 7 — нафтові, 8 — нафтогазові, 9 — газові и газоконденсатні

В тектонічному плані Астраханське ГКР знаходиться в межах Астраханського склепіння, розмір якого за ізогіпсою -7000 м становить 250×140 км, амплітуда по покрівлі верхньобашкирських відкладів — 3000 м. В плані він має форму сегменту, що обернений опуклою частиною в сторону Прикаспійської западини. З півдня він межує по системі глибинних розломів з мегавалом Карпінського, який є частиною Передкавказької епігерцинської платформи.

## Гідрогеологічна характеристика родовища
В геологічному розрізі Астраханського склепіння виділяють дев'ять основних водоносних комплексів. Деякі комплекси через схожі гідрогеологічні параметри об'єднуються по два і більше в один комплекс. В цьому випадку відбувається незбіжність вікових меж.
- Четвертинний — містить водоносні горизонти, приурочені до прошарків пісків і алевролітів четвертинних відкладів. Загальна мінералізація коливається від 1 до 30 г/л. Води цього комплексу використовуються для господарсько-питного водопостачання в дуже незначній кількості через істотне забруднення нафтопродуктами.
- Палеоген-неогеновий — приурочений до піскуватих колекторів. За хімічним складом підземні води комплексу хлоридно-натрієві. Загальна мінералізація коливається в широких межах, від 7 до 40 г/л. Води напірні, при самовиливі і при відкачках ерліфтом отримані дебіти склали до 30 л/сек. Води комплексу широко використовуються для господарських потреб, водозабезпечення населених пунктів і приготування бурових розчинів.
- Середньоальбсько-верхньокрейдовий — приурочений до відкладів середнього і верхнього альбу і карбонатних порід верхньої крейди. Дебіти сягають 8,5 м³/добу. Густина 1,05—1,09 г/см³. Загальна мінералізація становить 4629 мг-екв/л. За хімічним складом води відносяться до хлоридно-кальцієвого типу.
- Нижньоальбський — має повсюдне поширення в межах Астраханського склепіння, дебіти коливаються в межах від 28,8 до 123 м³/добу. Густина пластових вод становить 1,05—1,08 г/см³. Загальна мінералізація змінюється від 2300 до 5600 мг-екв./л. Води класифікуються як розсоли хлоридно-кальцієвого типу.
- Верхньоюрсько-аптський — з дебітами пластових вод до 18 м³/добу. Мінералізація вод невисока — 1800—2264 мг-екв./л. За хімічним складом вони відносяться до хлоридно-кальцієвих.
- Середньоюрський — дебіти підземних пластових вод з цього комплексу становлять від одиниць до 300 м³/добу. Густина змінюється від 1,08 до 1,11 г/см³, при загальній мінералізації 5200—7500 мг-екв./л. За хімічним складом ці води відносяться до розсолів хлоридно-кальцієвого типу.
- Тріасовий — дебіти підземних пластових вод з відкладів цього комплексу звичайно невеликі. За хімічним складом води є розсолами хлоридно-кальцієвого типу, з густиною 1,19-1,22 г/см³, загальна мінералізація 5800-10800 мг-екв/л. Газонасиченість коливається в широких межах від 50-100 до 800—1000 см³/л.
- Кунгурський — пластові води кунгурського комплексу приурочені до теригенних прошарків, які залягають серед товщі пермських кам'яних солей. Ці води відносяться до хлоридно-кальцієвих розсолів (ропа) з густиною 1,26 г/см³. Дебіти цих розсолів коливаються в межах від 5 до 200 м³/добу. Високодебітні припливи ропи з відкладів кунгурського комплексу сильно ускладнюють процес буріння свердловин.
- Докунгурський — незначні дебіти пластових вод. Густина мінеральних вод з кам'яновугільних карбонатних відкладів коливається в межах від 1,015 до 1,06 г/см³, в основному 1,04 г/см³. Мінералізація — 2391-3237 мг-екв/л. Води відносяться до гідрокарбонатних натрієвих. Характерна ознака вод даного комплексу — наявність великої кількості (до 60 %) розчиненого сірководню. З сакмаро-артинських відкладів нижньої пермі в межах Астраханського склепіння водопрояви не зафіксовані.

## Експлуатація родовища
| Вік продуктивних відкладів | Глибина покрівлі в склепінні, м | Пористість, % | Проникність, м²            | Рпл. початковий, МПа | Тпл., ° С | Питома вага, г/см³ | ВВ, % | H2S, % | CO2, % | Газоконденсатний фактор, см/м³ |
| -------------------------- | ------------------------------- | ------------- | -------------------------- | -------------------- | --------- | ------------------ | ----- | ------ | ------ | ------------------------------ |
| С2b1                       | 3890                            | 10,1          | від 0,01×10−15 до 42×10−15 | 63,1                 | 109,2     | 1,081              | 47,8  | 22,5   | 21,5   | 240—560                        |

У 1987 розпочата дослідно-промислова експлуатація. Умови експлуатації свердловин на родовищі складні через АВПТ і високу корозійну здатність сірководню, що значно здорожчує продукцію. Генеральний проектувальник родовища — НДІ «ПівденНДІдіпрогаз». Ліцензія на видобуток природного газу на Астраханському газоконденсатному родовищі належить російській компанії ТзОВ «Газпром добыча Астрахань». Оператор родовища — ТзОВ «Газпром добыча Астрахань», 100 % дочірня компанія ВАТ «Газпром». У 1980-х роках створений на сировинній базі родовища газопереробний завод був орієнтований на виробництво сірки (цей завод вважався базовим підприємством в СРСР по виробництву сірки), але в останні роки, в зв'язку зі змінами цін на сірку на світовому ринку, підприємство планує перейти на виробництво метану і моторних олив. Станом на кінець 2009 року виробничі потужності АГПЗ становлять 12 млрд м³ газу і 4,16 млн т конденсату в рік. І це притому, що ТзОВ «Газпром добыча Астрахань» більш як за 20 років роботи на родовищі видобула не більше 10 % розвіданих запасів. Такі низькі темпи обумовлені значною глибиною залягання покладів ВВ (глибше 4000 м), складними умовами добутку (пластовий тиск 620 атм і пластова температура близько 120 °C) і високим вмістом агресивних і токсичних домішок, що вимагає підвищених заходів безпеки при добутку вуглеводневої сировини і робить неможливим подальше її використання без первинної очистки. Крім того, родовище розташовано в екологічно чутливому районі (басейн Волги). Через високий вміст токсичних компонентів в природному газі родовища «Газпром добыча Астрахань» посідає перше місце в області за обсягом викидів шкідливих речовин в атмосферу, а діючі в області квоти на викиди сірчистого ангідриду і вуглекислого газу практично вичерпані. До того ж застаріла технологічна база підприємства не дозволяє покращити ситуацію. Побічна продукція заводу — сірка (грудкувата, рідка і гранульована) постачається на хімічні підприємства України, Азербайджану, Італії, Румунії, Великої Британії, Індії, країн Африки. АГПЗ виробляє більше 10 % світового виробництва сірки. Однак у 2008—2010 роках на ринках збуту цього товару настала стагнація, позаяк виробництво випереджає споживання і виробникам необхідно шукати нові методи екологічно безпечного зберігання нереалізованих залишків продукції.
Крім цього родовища, в Астраханській області в 1990—1991 роках відкриті кілька нафтових родовищ — Правобережне, Єнотаївське, Верблюже, Харабалинське і газове Північно-Шаджинске, які очікують розробки.

## Особливості буріння свердловин в межах родовища
Під час буріння свердловин в неогенових, палеогенових і крейдових відкладах, які залягають в широкому діапазоні глибин і містять високопроникні піски, пісковики і вапняки, відмічались поглинання бурового розчину при збільшені його густини до 1,34 г/см³. В нестійких аргілітоподібних глинах відбувались ускладнення стовбура свердловини, що пов'язані з обвалами стінок свердловини, сильне каверноутворення, утворення сальників, випучування глинистих порід з подальшим їх обвалом. Через це часто відбувались недопуски технічних колон до проектної глибини.
Особливу складність під час буріння представляє проходка сольової товщі, яка складена галітом з включеннями прошарків бішофіту, карналіту і сильвіну і нерівномірним чергуванням прошарків слабко зцементованих пісковиків, алевролітів, які схильні до інтенсивного спучування і обвалів, перем'ятих ангідритів з включеннями крупнокристалічного галіту, алевролітів, що швидко руйнуються в технічній мінералізованій воді і фільтраті бурового розчину, перетворюючись на мулисту масу.
Значні складнощі і аварії відбуваються при проходці свердловини в продуктивних відкладах башкирського ярусу середнього карбону. Інтенсивні газопрояви з аномально високий пластовий тиск і високим вмістом сірководню в газах, пластових водах і породах. Відмічалися прихвати бурового інструменту через раптовий перепад тисків в системі пласт-свердловина і коагуляційної дії сірководню на буровий глинистий розчин.

## Астраханське ГКР і Україна
У 2006 році український мільярдер Дмитро Фірташ (співвласник «Rosukrenergo») викупив у ВТБ 74,9 % акцій Астраханської нафтогазової компанії (власника родовища) і сподівався додати до них блок-пакет астраханської обласної адміністрації. Він переміг в обласному тендері і вже готовий був завершити оборудку, коли несподівано президент РФ В. В. Путін наклав пряме вето на продаж активів АНГК українському олігарху. У 2007 Фірташ був змушений повернути акції ВТБ, які згодом були передані Газпромбанку.
Астраханське газоконденсатне родовище — одне з кількох, яке було запропоноване російською стороною як базовий внесок в спільне підприємство Газпрому і Нафтогазу на зустрічі 26 листопада 2010 року в Москві голови правління Газпрому Олексієм Міллером та міністра з питань палива і енергетики України Юрія Бойко.